# Mesterlövészpuska
A mesterlövészpuska egy nagy pontosságú és nagy hatótávolságú puska. A követelmények közt szerepel a pontosság, a megbízhatóság és az álcázás. A modern mesterlövészpuska egy hordozható fegyverrendszer, amely lehet félautomata vagy ismétlőfegyver, távcsővel felszerelve és nagy hatótávolságú lövedékkel.

## Története
A Whitworth-puska volt az első nagy hatótávolságú mesterlövészpuska a világon. Sir Joseph Whitworth puskája sokkal pontosabb volt, mint az 1853-as Enfield, amely számos tekintetben gyengébb teljesítményt mutatott a krími háború alatt. Az 1857-es tesztelések során, amelyek mindkét fegyver pontosságát és hatótávolságát tesztelték, Whitworth terve körülbelül 3:1 arányban haladta meg az Enfieldet. A Whitworth-puska 2000 méter távolságról is képes volt kilőni a célpontot, míg az Enfield csak 1400 méterről. Az amerikai polgárháború alatt a Whitworth-puskákkal felszerelt konföderációs mesterlövészek feladata az Unió tüzérségi csapatainak kiiktatása volt. 
A krími háború idején az első optikai irányzékokat a puskákra való felszerelésre tervezték. Az újdonságnak ható elképzelés alapja D. Davidson ezredes ötlete volt, a birminghami Chance Brothers által készített távcsövek felhasználásával. Ez tette lehetővé a mesterlövész számára, hogy pontosabban megfigyelje a célpontokat - nagyobb távolságról, mint valaha. A távcső eredetileg rögzített volt, élességét nem lehetett állítani, ami korlátozta hatótávolságát. Az 1870-es évekre a fegyverek tökéletesítése olyan mesterlövészpuskákhoz vezetett, amelyek mérföldes távolságról megsemmisíthették célpontjaikat.